# مانتری (تنسی)
مانتری(به انگلیسی: Monterey) شهری در ایالت تنسی کشور ایالات متحده آمریکا است که جمعیت آن در سرشماری سال ۲۰۱۰ میلادی، ۲٬۸۵۰ نفر بوده‌است.